# Lady

Coroa das Ladies, do Reino Unido.

Lady ou leide (senhora ou dama em português) é um título nobiliárquico britânico, sendo o feminino de Lorde (Lord, em inglês), é o equivalente ao título "Dona" em Portugal.
No Reino Unido, o título nobre Lady é usado igualmente para uma mulher que usufrua dos seus próprios direitos. Este é o mesmo para a esposa de um senhor (Lord). As primeiras princesas dos séculos XVI, ou filhas de sangue real, foram conhecidas, geralmente, com o título Lady antes do seu nome, por exemplo. A Lady Isabel Tudor, (mais tarde Rainha Isabel I de Inglaterra); os anglo-saxões não tinham um equivalente feminino para os príncipes, condes ou outros títulos, com exceção de rainha, sendo que as mulheres com status real e nobre usavam simplesmente o título de Lady. Nos tempos modernos, também pode significar mulher independente que paga suas prórias contas.